# The Confetti Tour
The Confetti World Tour es la séptima gira musical del grupo británico Little Mix para promocionar el sexto álbum Confetti. Esta será la última gira del grupo antes de tomarse una pausa musical y concentrarse en proyectos en solitario.

## Antecedentes
Previamente, en octubre de 2019, el grupo anunció su séptima gira titulada "Summer 2020 Tour" con 21 fechas y que sería el premio del ganador de su concurso de televisión "Little Mix: The Search". El mismo fue posteriormente cancelado debido a la Pandemia de COVID-19. Finalmente en octubre de 2020 anuncian su nueva gira para el año siguiente, nuevamente como el premio ganador de su programa The Search, así como también promocional de su álbum Confetti. Tras la victoria del grupo Since September, se convierten en los teloneros del grupo.
El 8 de febrero de 2021 fue anunciado que las fechas serían reprogramadas una vez más, debido a la pandemia de COVID-19, pasando todas las fechas al año 2022.

## Recepción de la crítica
"The Confetti Tour" fue recibido positivamente por la crítica. Simon Duke de The Chronicle que asistió al show en el Utilita Arena en Newcastle, dio a sus actuaciones una calificación de cinco estrellas y la nombró "como su mejor actuación en la ciudad hasta la fecha". Escribió "Que quien haya visto a Little Mix en directo, sabrá que esa nota en «Secret Love Song», nunca dejará de darte escalofríos. «Between Us» también se acerca cuando se trata del factor de la piel de gallina, pero no tienen suficiente crédito por todas las increíbles melodías que nos han dado en la última década y no reciben el reconocimiento que merecen por sus voces."
Añadió que "aunque esta es la gira de despedida de Little Mix por ahora, los conciertos también sirven para recordar que el grupo sigue estando en la cima del juego. No se retiran porque los éxitos se hayan agotado o porque el apoyo haya disminuido, la reacción de Newcastle, demuestra que todavía hay cantidades de amor por el grupo y las canciones hablan por sí mismas".
Kath Hawthorne de The Guardian, les dio una calificación de cinco estrellas por su actuación en el Utilita Arena en Newcastle. Añadieron "Leigh-Anne Pinnock, Jade Thirlwall, y Perrie Edwards, han llevado la antorcha del girl power campechano, y en Newcastle, el trío demuestra por qué su "pausa" se siente tan agridulce. Durante dos horas, el grupo dio una lección sobre los últimos 10 años del pop británico. El tema de baile «Move» se presenta como "un clásico", mientras que a otros grandes éxitos se les da un refresco como: el tema de reggae-pop «Woman Like Me». Explota en un break de rock and roll lleno de pirotecnia y hairografía intensiva, y el punzante «Salute», se retuerce en el éxito de Lil Nas X, «Industry Baby».
Y añaden: "Está claro que Little Mix están tomando con alegría las riendas de su legado. El conjunto gira en torno a una transición entre Between Us, un tributo a su resistencia, y «Love (Sweet Love)», otro nuevo single que declara su total independencia. Su promesa de que Little Mix es para siempre ("2011 - always") es lacrimógena y sentida. 2020 single «Sweet Melody», es el cierre, y se siente más como un comienzo triunfal que como un final, y con las barras de Newcastle atronando mientras la multitud encuentra el camino a casa, y cuando Little Mix vuelva, habrá una fiesta".
Jess Flaherty del Liverpool Echo que asistió a su show con entradas agotadas en el M&S Bank Arena, les dio una calificación de cinco estrellas. Añadieron "El talentoso trío dominó el escenario con una explosión de confeti, risas, lágrimas, movimientos de baile impecables y mucho más. Su poder y tenacidad en la industria de la música no se debe sólo a su capacidad de cantar y de lanzar un single de éxito, sino también al hecho de que el grupo es simplemente simpático. La música pop no es mi género favorito, pero he apoyado el éxito de Little Mix durante la última década".
También añadieron: "Una vez que su gira termine en mayo, la industria musical británica será increíblemente diferente, sin ningún grupo de chicas importante que recoja su antorcha. Por eso, a pesar de la diversión femenina y campestre del espectáculo, se convirtió en un asunto agridulce. El grupo comenzó la noche con una erupción de confeti antes de lanzar «Shout Out to My Ex». Little Mix hizo partícipe al público, animando a cantar algunas de las frases más ácidas del tema. Entre éxito y éxito, cada miembro tuvo la oportunidad de mostrar su increíble rango vocal".
No hubo ni un ojo seco en el auditorio cuando el trío cantó la balada «Secret Love Song», dijo Jade Thirlwall: "Estamos increíblemente agradecidos y nos gustaría dar un grito especial a nuestra comunidad LGBTQ+". La cantante se emocionó al hablar de que esperan haber dado un espacio seguro a la comunidad - sentimientos de los que se hizo eco la multitud que levantó hojas de papel que decían: "Gracias por ser nuestro espacio seguro". Little Mix consiguen que el público se sienta más que un simple fan, te hacen sentir como un miembro honorario de la banda. Cuando el espectáculo llegó a su fin, Jade dijo: "Sinceramente, estamos muy, muy agradecidas y no podemos creer que haya pasado más de una década de Little Mix y que hayamos resistido el paso del tiempo gracias a ustedes". Demostrando que todo lo bueno tiene que llegar a su fin, la banda se despidió con Sweet Melody, con el público unido en la alegría y las lágrimas. Prometen que Little Mix es para siempre y yo, y miles de personas más, seguramente contaremos los días hasta su regreso.
Graham Clark de The Yorkshire Times comentó "Tras el anuncio de que el grupo se tomaría un descanso, el concierto en el Leeds Arena estaba destinado a ser una celebración de su pasado más que una despedida cariñosa. Con el catálogo de éxitos que tienen, nunca hubo duda de que la velada sería otra cosa que alegre y edificante".
Y añadió: "Mientras otro pequeño escenario suspendido les transportaba lentamente sobre el público, las voces de «No More Sad Songs» eran sentidas y conmovedoras. Las notas finales de la canción siempre me ponen la piel de gallina y esta noche no fue una excepción. Si esta gira iba a ser su última actuación por el momento, entonces la música pop ha perdido a uno de sus mejores grupos de chicas abriendo las puertas de par en par para llenar lo que será un enorme y aburrido espacio vacío".

## Little Mix: The Last Show (for Now...)
El 26 de abril de 2022, Little Mix anunció que transmitiría en directo su última fecha de la gira en el The O2 Arena, en Londres. La transmisión se titula Little Mix: The Last Show (For Now...) y estará disponible tanto para la transmisión en vivo como para un estreno limitado en cines el 14 de mayo de 2022. Las entradas se pusieron a la venta junto con la mercancía el 27 de abril de 2022, y una parte de los ingresos se donará a dos organizaciones benéficas Child Poverty Action Group y Choose Love.
Music Week reportó que la transmisión del show vendió 100 000 tickets en total, incluyendo 85 000 tickets online y 29 000 boletos en cines, mundialmente, en 143 países. En Reino Unido, la transmisión se ubicó en el quinto puesto de la taquilla, recaudando £361,908 libras esterlinas.

## Reconocimientos
Tras el primero de sus dos espectáculos en el OVO Hydro Arena de Glasgow, Little Mix fueron elogiadas y recibieron una placa enmarcada para conmemorar que se han convertido en la banda que más fechas ha tocado y en el grupo con la mayor venta de entradas de todos los tiempos en el estadio. Después de su segundo espectáculo, el Ovo Hydro Arena tuiteó que Little Mix también tenía ahora el récord de "más entradas vendidas para un solo espectáculo con todos los asientos por un acto musical" en el lugar.

## Repertorio
Intro
1. "Shout Out To My Ex"
2. "Heartbreak Anthem"
3. "Break Up Song"
4. "Move"
5. "Wings" 
All Eyes On Me (Interlude)
6. "Power"
7. "Gloves Up"
8. "NO"
9. "Secret Love Song Part 2"
10. "Woman Like Me" (version rock)
11. "Happiness"
12. "No More Sad Songs"
13. "Love Me or Leave Me"
14. "Between Us" 
Intoxication (Interlude)
15. "Love Sweet Love"
16. "Reggaeton Lento (Remix)"
17. "Wasabi"
18. "Black Magic" 
Hit The Floor (Interlude)
19. "Salute
20. "Industry Baby"
21. "Touch"
22. "Only You"
23. "No Time For Tears"
24. "Confetti (Remix)" 
Goodbye For Now (Interlude)
25. "Sweet Melody"

## Fechas
| Fecha               | Ciudad     | País        | Recinto                     | Acto de apertura | Asistencia                 | Recaudación |
| ------------------- | ---------- | ----------- | --------------------------- | ---------------- | -------------------------- | ----------- |
| 9 de abril de 2022  | Belfast    | Irlanda     | Odyssey Arena               | Since September  | 15,914 / 15,914 (100%)     | $1,019,130  |
| 10 de abril de 2022 | Belfast    | Irlanda     | Odyssey Arena               | Since September  | 15,914 / 15,914 (100%)     | $1,019,130  |
| 12 de abril de 2022 | Dublín     | Irlanda     | 3Arena                      | Since September  | 25,032 / 25,338 (98,79%)   | $1,620,396  |
| 13 de abril de 2022 | Dublín     | Irlanda     | 3Arena                      | Since September  | 25,032 / 25,338 (98,79%)   | $1,620,396  |
| 15 de abril de 2022 | Newcastle  | Reino Unido | Utilita Arena               | Since September  | 25,682 / 25,682 (100%)     | $1,985,971  |
| 16 de abril de 2022 | Newcastle  | Reino Unido | Utilita Arena               | Since September  | 25,682 / 25,682 (100%)     | $1,985,971  |
| 18 de abril de 2022 | Liverpool  | Reino Unido | M&S Bank Arena              | Since September  | 9,443 / 9,443 (100%)       | $655,962    |
| 19 de abril de 2022 | Sheffield  | Reino Unido | Sheffield Arena             | Since September  | 12,054 / 12,054 (100%)     | $832,102    |
| 21 de abril de 2022 | Birmingham | Reino Unido | Resorts World Arena         | Since September  | 45,782 / 45,782 (100%)     | $3,363,578  |
| 22 de abril de 2022 | Birmingham | Reino Unido | Resorts World Arena         | Since September  | 45,782 / 45,782 (100%)     | $3,363,578  |
| 23 de abril de 2022 | Birmingham | Reino Unido | Resorts World Arena         | Since September  | 45,782 / 45,782 (100%)     | $3,363,578  |
| 26 de abril de 2022 | Liverpool  | Reino Unido | M&S Bank Arena              | Since September  | 9,444 / 9,444 (100%)       | $656,031    |
| 27 de abril de 2022 | Glasgow    | Reino Unido | The SSE Hydro               | Since September  | 23,455 / 23,455 (100%)     | $1,636,208  |
| 28 de abril de 2022 | Glasgow    | Reino Unido | The SSE Hydro               | Since September  | 23,455 / 23,455 (100%)     | $1,636,208  |
| 30 de abril de 2022 | Leeds      | Reino Unido | First Direct Arena          | Since September  | 10,973 / 10,973 (100%)     | $761,964    |
| 2 de mayo de 2022   | Cardiff    | Reino Unido | Cardiff International Arena | Since September  | 13,878 / 13,878 (100%)     | $1,108,911  |
| 3 de mayo de 2022   | Cardiff    | Reino Unido | Cardiff International Arena | Since September  | 13,878 / 13,878 (100%)     | $1,108,911  |
| 4 de mayo de 2022   | Cardiff    | Reino Unido | Cardiff International Arena | Since September  | 13,878 / 13,878 (100%)     | $1,108,911  |
| 6 de mayo de 2022   | Mánchester | Reino Unido | Manchester Arena            | Since September  | 41,974 / 41,794 (100%)     | $2,908,024  |
| 7 de mayo de 2022   | Mánchester | Reino Unido | Manchester Arena            | Since September  | 41,974 / 41,794 (100%)     | $2,908,024  |
| 9 de mayo de 2022   | Nottingham | Reino Unido | Motorpoint Arena            | Since September  | 14,601 / 14,601 (100%)     | $975,171    |
| 10 de mayo de 2022  | Nottingham | Reino Unido | Motorpoint Arena            | Since September  | 14,601 / 14,601 (100%)     | $975,171    |
| 12 de mayo de 2022  | Londres    | Reino Unido | The O2 Arena                | Since September  | 46,398 / 46,398 (100%)     | $3,308,492  |
| 13 de mayo de 2022  | Londres    | Reino Unido | The O2 Arena                | Since September  | 46,398 / 46,398 (100%)     | $3,308,492  |
| 14 de mayo de 2022  | Londres    | Reino Unido | The O2 Arena                | Since September  | 46,398 / 46,398 (100%)     | $3,308,492  |
| Total               | Total      | Total       | Total                       | Total            | 294,630 / 294,936 (99,89%) | $20,831,940 |